# Jetisý Fýtbol Klýby
Il Jetisý Fýtbol Klýby (in kazako Жетісу Футбол Клубы?), noto anche come Football Club Zhetysu Taldykorgan e spesso abbreviato in Zhetysu, è una società calcistica kazaka con sede nella città di Taldıqorğan.

## Storia del nome
- 1981: Nasce come Zhetysu
- 1993: Rinominata Taldykorgan
- 1994: Rinominata Kainar
- 1998: Rinominata Zhetysu Promservice per ragioni di sponsor
- 1999: Rinominata Zhetysu

## Organico

### Rosa 2020
Aggiornata al 7 settembre 2020.
| N. |                        | Ruolo | Calciatore          |
| -- | ---------------------- | ----- | ------------------- |
| 1  | Kazakistan (bandiera)  | P     | Andrey Shabanov     |
| 3  | Bielorussia (bandiera) | D     | Andrėj Lebedzeŭ     |
| 7  | Kazakistan (bandiera)  | A     | Erkebulan Seýdaxmet |
| 8  | Kazakistan (bandiera)  | C     | Aslan Darabayev     |
| 9  | Kazakistan (bandiera)  | A     | Aýbar Jaqsılıqov    |
| 10 | Belgio (bandiera)      | C     | Donjet Shkodra      |
| 11 | Bielorussia (bandiera) | A     | Vadzim Pabudzej     |
| 13 | Kazakistan (bandiera)  | C     | Ermek Kuantaev      |
| 14 | Ghana (bandiera)       | C     | David Mawutor       |
| 17 | Bielorussia (bandiera) | A     | Jahor Zubovič       |
| 21 | Serbia (bandiera)      | C     | Nenad Adamović      |
| 22 | Serbia (bandiera)      | D     | Stefan Živković     |

| N. |                        | Ruolo | Calciatore         |
| -- | ---------------------- | ----- | ------------------ |
| 23 | Bielorussia (bandiera) | D     | Mikita Navumaŭ     |
| 26 | Kazakistan (bandiera)  | D     | Olžas Kerimžanov   |
| 30 | Kazakistan (bandiera)  | D     | Miram Sapanov      |
| 31 | Bielorussia (bandiera) | D     | Andrėj Zaleski     |
| 33 | Portogallo (bandiera)  | A     | Pedro Eugénio      |
| 36 | Kazakistan (bandiera)  | P     | Valeriy Kaznacheev |
| 44 | Lituania (bandiera)    | C     | Artūras Žulpa      |
| 70 | Kazakistan (bandiera)  | P     | Almat Bekbaev      |
| 77 | Kazakistan (bandiera)  | C     | Almir Mukhutdinov  |
| 88 | Kazakistan (bandiera)  | D     | Madi Khaseyn       |
| 90 | Bulgaria (bandiera)    | A     | Martin Tošev       |

## Allenatori
- Vladimir Stepanov (2001)
- Vakhid Masudov (2004)
- Igor Svečnikov (2005)
- Ilie Carp (July 2008–Sept 08)
- Serik Abdualijev (2011–May 12)
- Slobodan Krčmarević (2012–2013)
- Omari Tetradze (2013-2014)
- Askar Kozhabergenov (2014-2015)
- Ivan Azovskiij (2015-2016)
- Almas Kulšinbaev (2016)
- Dmitrij Ogaj (2016-oggi)

## Palmarès

### Competizioni nazionali
- Birinşi Lïga: 2

2006, 2017

### Altri piazzamenti
- Campionato kazako:

Secondo posto: 2011
- Coppa del Kazakistan:

Semifinalista: 2009, 2010
- Birinşi Lïga:

Secondo posto: 1994
Terzo posto: 2022